# Marika af Trolle

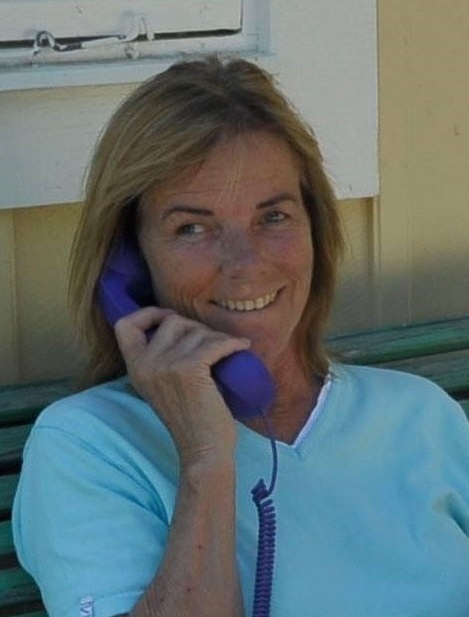
Marika af Trolle 2016

Marika Elisabeth af Trolle, född af Trolle 1952, är en svensk målare, fotograf och keramiker verksam i Frankrike och Sverige. Hon har haft ett femtiotal utställningar, av vilka kan nämnas en installation på Moderna Museet, Millesgården (Stockholm) och Fondation Vasarely (Aix-en Provence, Frankrike). Hon har flyttat till Sverige efter att ha varit bosatt i La Vulpilliere, och senast Campagne Ripert Le Tholonet nära Mont St Victoire i Aix-en-Provence i 32 år.

## Biografi
Sina första 12 år tillbringade af Trolle i Nyfors, Tyresö, där familjen var bosatt i det nedlagda pappersbrukets disponentbostad vid Wättingeströmmen. 
Efter gymnasiet skaffade sig af Trolle under åren 1970–1981 en grund med mycket teckning på Ecoles des Beaux-arts i Aix-en-Provence och fortsatta studier vid andra konstskolor i Frankrike och Sverige, som Idun Lovén och Gerlesborgsskolan i Stockholm.
Marika af Trolle är dotter till Ingrid af Trolle och gifte sig 1977 med Ulf af Trolle.

## Konstnärskap
af Trolle började göra experimentell och dokumentär videofilm 1982. 1984 började hon arbeta med Quantel Paintbox, en grafikdator som tillät konstnären att sketcha och måla med en elektronisk penna. Hon illustrerade klassiska musikaliska mästerstycken för television 1985, filmer som visades i USA, Irland, Kanada och Japan. Vidare har hon gjort scendesign och produktion av baletten Peer Gynt (koreografi: Birgit Cullberg, musik av Björn Hallman) 1986. Två år senare hade hon utvecklat detta i en utställning av "electronic paintings" i Aix-en-Provence, som följdes av fler visningar av "electronic paintings" och videoinstallationer på Stockholm Art Fair och i Rom 1989. Året därpå deltog hon i grupp utställningar av målningar och installationer vid Nordic Video Art i Sveaborg, Finland och Nordic Video Art på Moderna Museet i Stockholm.
1991–1992 återkom ett antal utställningar av electronic paintings och videoinstallationer på olika gallerier i Sverige.
1994 arrangerade af Trolle och deltog själv i en unik utställning av målningar, skulpturer och installationer i och runt slottet Le Château de Mallefougasse, tillsammans med ett dussintal artister, flera med svenskt ursprung men bosatta i Frankrike. Föremålen var utställda i den omgivande skogen och runt slottet. I efterdyningarna kom hon att skapa @art net Mallefougasse 1996, en webbplats för artister i Provence-Alpes-Côte d'Azur.
af Trolle har sedan november 2011 en egen firma med säte på Engelbrektsgatan i Stockholm som ska tillverka och sälja konst och konsthantverk, arrangera konstutställningar och vernissager och ha därmed förenlig verksamhet kring keramik och porslin. Hon köpte 2012 tillbaka sitt barndomshem i Nyfors i Tyresö. Där har hon sin ateljé och planerar tillsammans med andra konstnärer att den ska bli navet i en egen Konstrunda för Tyresö kommun.

### Bemärkta separatutställningar[3]
- 1989 Galleria Artivisive, Rom
- 1990 Fondation Victor Vasarely, Aix-en-Provence
- 1991 Camage Galleri, Västerås
- 1991 Galleri Gamla Väster, Malmö
- 1993 Bibliothèque Méjanes, Aix-en-Provence
- 1997 på Millesgården, Stockholm
- Virgin Megastore, Marseille
- Gallerie Susini,  Aix-en-Provence
- Galleri C Hjärne, Helsingborg
- 2004 Gallerie Susini, Aix-en-Provence
- 2005 Solins Konsthandel, Stockholm
- 2007 Linné “installation” i Sverigehuset, Stockholm
- 2009 Hotel Diplomat, Stockholm
- Samlingsutställningar
- 2009 Beddington Fine Art, Bargemon, Frankrike
- 2011 Galleri C Hjärne, Helsingborg
- 2012 "Ankomst" Stora Galleriet, Konstnärshuset, Stockholm
- Offentlig Utsmyckning
- 2012 Radison Blu Waterfront Hotel Stockholm, 4 foton, 5 målningar
- 1991   Mosaikutsmyckning 11 x 2 meter, förskolan i Le Tholonet, France

## Offentlig utsmyckning
1991 Mosaikutsmyckning  11 x 2 m vägg till förskolan i Le Tholonet, Frankrike
2011 Radison Blu Waterfront Hotel Stockholm,  4 fotografier 5 målningar

## Utmärkelser
1985 Fuji Television Honorary prize för musikvideon Outre Neige,
Wolfgang Amadeus Mozart, Sonata KV 488 for two pianos by Isabelle et Florence Lafitte-Maurice